# Earl King
Earl King (New Orleans, 7 februari 1934 – 17 april 2003), volledige naam Earl Silas Johnson IV, was een Amerikaanse zanger, gitarist en songwriter, het meest actief in de bluesmuziek. Als componist van bluesstandaarden als "Come On (Let The Good Times Roll)", gecoverd door Jimi Hendrix, Freddie King, Stevie Ray Vaughan en "Big Chief", opgenomen door Professor Longhair, was hij belangrijk in de muziek van in New Orleans.

## Biografie
Kings vader was een pianist, die stierf toen Earl nog een baby was, Earl werd opgevoed door zijn moeder. Begin jaren 1950 begon hij als zanger met gospelmuziek. Hij zong met Huey Smith in een club, waar een talentscout hem adviseerde om over te stappen op gitaarmuziek. King ontmoette Guitar Slim en begon hem te imiteren. Toen in 1954 Slim gewond raakte bij een auto-ongeluk nam King op een tournee de rol van Slim waar.
Kings eerste opnames werden in 1953 gemaakt onder zijn echte naam Earl Johnson. Zijn eigen composities "Have You Gone Crazy" gekoppeld met "Begging at Your Mercy" werden uitgebracht op Savoy Records. Het jaar daarop introduceerde producer en A&R man Johnny Vincent King bij Specialty Records, waarvoor hij een aantal opnames maakte, waaronder "Mother's Love", dat een lokale hit werd. Labeleigenaar Art Rupe was van plan hem King Earl te noemen, maar de zetter draaide de namen om. Johnny Vincent begon in die periode in Jackson zijn eigen label Ace Records en contracteerde King in 1955 voor zijn label. Zijn eerste single hierop "Those Lonely, Lonely Nights", werd een hit en bereikte nummer 7 in de Billboard R&B chart. Hij bleef de erop volgende vijf jaar opnames maken voor Ace. In die tijd begon hij ook liedjes te schrijven voor andere artiesten, zoals voor Roland Stone en Jimmy Clanton.
In 1960 nodigde Dave Bartholomew King uit om op te nemen voor Imperial Records. Tijdens zijn sessies voor dat label met als arrangeur Wardell Quezergue werd hij begeleid door musici als bassist George Davis, drummer Bob French en pianist James Booker. Zijn bekendste nummers van deze sessies waren "Come On (Let The Good Times Roll)" en "Trick Bag". De eerste is al tientallen jaren een bluesstandaard, de laatste is bekend geworden van covers door Johnny Winter, The Meters en Robert Palmer. King schreef samen met Bartholomew een aantal nummers, hetzij onder zijn eigen naam, hetzij onder het pseudoniem "EC King".
King nam tot 1963 op voor Imperial. De rest van de jaren zestig zat hij zonder platencontract. Gedurende deze tijd concentreerde hij zich vooral op het produceren en songwriting voor de lokale labels NOLA en Watch. Tot zijn composities uit deze tijd behoren "Big Chief", opgenomen door Professor Longhair; "Teasin' You", opgenomen door Willie Tee; en "Do-Re-Mi", opgenomen door Lee Dorsey. Hij ging naar Detroit voor een auditie bij Motown Records en nam daar halverwege de jaren 1960 een paar nummers op, die echter niet uitgebracht werden. Drie nummers van die sessie zijn later  opgenomen op het album Motown's Blue Evolution uit 1996.
In 1972 nam hij met Allen Toussaint en The Meters het album Street Parade op. Atlantic Records toonde aanvankelijk interesse om het uit te brengen, maar deed dit uiteindelijk niet. Het titelnummer werd als single uitgebracht op het Kansu-label, maar de rest werd pas in 1982 uitgebracht, toen het album werd uitgebracht door Charly Records in Groot-Brittannië.
In de jaren zeventig nam hij nog een album op That Good Old New New Orleans Rock 'n Roll, dat in 1977 door Sonet werd uitgebracht. Hij verscheen ook op het album New Orleans Jazz & Heritage Festival 1976.
Begin jaren 1980 ontmoette King Hammond Scott, de mede-eigenaar van Black Top Records, en begon op te nemen voor het label. Het eerste album Glazed, waarop hij werd bijgestaan door Roomful of Blues, verscheen in 1986. Het album werd genomineerd voor een Grammy Award. Een tweede album, Sexual Telepathy, uitgebracht in 1990, had Snooks Eaglin op twee nummers en op sommige nummers de steun van Ronnie Earl & The Broadcasters. Hij nam zijn derde album op voor Black Top, Hard River to Cross (1993), met medewerking van George Porter Jr., David Torkanowsky en Herman V. Ernest III.
In 2001 toerde King door Japan en Nieuw-Zeeland, waar hij in het ziekenhuis werd opgenomen. King stierf op 17 april 2003 aan diabetesgerelateerde complicaties, slechts een week voor het New Orleans Jazz & Heritage Festival. Zijn begrafenis vond plaats op 30 april tijdens het festival, en veel muzikanten woonden het bij, waaronder Dr. John, Leo Nocentelli en Aaron Neville. Zijn Imperial-opnames, die al lang niet meer uitgebracht waren, werden kort na zijn dood opnieuw op cd uitgebracht.